# ريتش غلوفر
ريتش غلوفر (بالإنجليزية: Rich Glover)‏ هو لاعب كرة قدم أمريكية أمريكي، ولد في 6 فبراير 1950 في بايون في الولايات المتحدة.

## وصلات خارجية
- ريتش غلوفر على موقع مرجع كرة القدم المحترفة.كوم (الإنجليزية)
- ريتش غلوفر على موقع مرجع كرة القدم المحترفة.كوم (الإنجليزية)